# Punta Carey
La Punta Carey o punta Rocosa es una punta que marca el extremo occidental de la isla Saunders en las islas Sandwich del Sur. Se halla al oeste del monte Miguel. La Dirección de Sistemas de Información Geográfica de la provincia de Tierra del Fuego cita la punta en las coordenadas 57°44′49″S 26°37′19″O / -57.74694, -26.62194.

## Historia
La punta fue cartografiada y nombrada como punta Roca (en inglés: Rocky Point) en 1930 por el personal de Investigaciones Discovery a bordo del RRS Discovery II. Pero, para evitar confusiones con sitios similares, en 1953 el Comité de Topónimos Antárticos del Reino Unido le cambió el nombre en homenaje al Comandante William Melvin Carey, capitán del RSS Discovery II en 1930.
La isla nunca fue habitada ni ocupada, y es reclamada por el Reino Unido como parte del territorio británico de ultramar de las Islas Georgias del Sur y Sandwich del Sur y por la República Argentina, que la hace parte del departamento Islas del Atlántico Sur dentro de la provincia de Tierra del Fuego, Antártida e Islas del Atlántico Sur.